# استان بام
استان بام (به لاتین: Bam Province) یک استان در بورکینافاسو است که در Centre-Nord Region واقع شده‌است.

## خصوصیات
استان بام ۴٬۰۸۴ کیلومترمربع مساحت و ۲۷۷٬۰۹۲ نفر جمعیت دارد.

## شهر های خواهر خوانده
کونگوسی
لندر
کانتلو